# 1775
1775 (MDCCLXXV) fue un año común comenzado en domingo según el calendario gregoriano.

## Acontecimientos
- Febrero: Se le concede por la Real Carta de febrero de 1775 al lugar de Casas de Ves la construcción de la Casa Ayuntamiento, bajo el reinado de Carlos III.
- 15 de febrero: en Roma, el obispo Gianangelo Conde Braschi es elegido el papa 250.º, y adopta el seudónimo de Pío VI.
- 23 de febrero: en París se estrena El barbero de Sevilla, de Beaumarchais.
- 19 de marzo: final del sitio de Melilla gracias a don Juan Sherlock derrotando a las tropas de Ben Abdallah.
- 23 de marzo: en Estados Unidos, Patrick Henry consigue que la colonia de Virginia se una a la Guerra contra Inglaterra tras un discurso que termina con su famosa frase  «denme libertad o denme muerte».
- 18 de abril: en Estados Unidos se libra la batalla de Concord. Primer choque entre las milicias estadounidenses y las tropas reales británicas de Lexington.
- 19 de abril: comienza la Guerra de Independencia de los Estados Unidos. Los 3 millones de colonos carecen de tropas regulares, dinero, material de guerra y una dirección centralizada. El Segundo Congreso nombra comandante en jefe del nuevo ejército estadounidense a George Washington (1732-1799), un terrateniente de Mount Vernon (Virginia). Además de hacer frente al ejército colonial británico, tienen que luchar contra 17 000 mercenarios alemanes cedidos por los príncipes de Hesse y Brunswick, los «leales» estadounidenses y las tribus indias aliadas de los británicos.
- 17 de junio: Massachusetts (Estados Unidos) ―en el marco de la Guerra de la Independencia― se libra la batalla de Bunker Hill.
- 9 de septiembre: en la isla de Terranova el huracán Independencia mata a más de 4000 colonos.
- 17 de noviembre: la ciudad de Kuopio fue fundada por el rey Gustavo III de Suecia.[1]
- 29 de diciembre: en la actual Guatemala se funda oficialmente la ciudad de Nueva Guatemala de la Asunción, réplica de la capital anterior, destruida por terremoto.
- En Sonora, México, el general Bernardo de Urrea funda el presidio militar de Santa Gertrudis de Altar, actualmente, la ciudad de Altar.

## Arte y literatura
- 13 de enero: en Múnich (Alemania), Mozart estrena La jardinera fingida.
- 23 de abril: en Salzburgo (Austria), Mozart estrena El rey pastor.
- 16 de diciembre: nace Jane Austen quien años más tarde se convertiría en una autora clásica de la literatura universal.
- Goethe estrena su drama en prosa de cinco actos, Stella.

## Ciencia y tecnología
- Schreber describe por primera vez los osos marinos sudafricano y australiano (Arctocéphalus púsilus).
- Schreber describe por primera vez la foca anillada (Pusa híspida).

## Nacimientos
- 6 de enero: Auguste Jean Ameil, militar francés (f. 1822).
- 18 de enero: Pedro Moreno, caudillo de la independencia mexicana, esposo de Rita Pérez (f. 1817).
- 22 de enero: André-Marie Ampère, matemático, químico y filósofo francés (f. 1836).
- 27 de enero: Friedrich Schelling, filósofo alemán (f. 1854).
- 9 de febrero: Farkas Bolyai, matemático húngaro (f. 1856).
- 10 de febrero:Charles Lamb, Escritor Inglés (f. 1834).
- 24 de marzo: Pierre Berthezène, militar francés (f. 1847).
- 23 de abril: Joseph Mallord William Turner, pintor británico (f. 1851).
- 25 de abril: Carlota Joaquina de Borbón, infanta española y reina portuguesa (f. 1830).
- 5 de mayo: Pablo Morillo, militar español (f. 1837).
- 6 de mayo: Mary Martha Sherwood, escritora de libros para niños británica (f. 1851).
- 11 de julio: José María Blanco White, teólogo, periodista, escritor y traductor español (f. 1841).
- 6 de agosto: Luis Antonio de Borbón y Saboya, rey de iure francés (f. 1844).
- 5 de septiembre: Juan Martín Díez, el Empecinado, líder guerrillero español (f. 1825).
- 15 de octubre: Bernhard Henrik Crusell, clarinetista, compositor y traductor sueco-finés (f. 1838).
- 12 de diciembre: William Henry, médico y químico británico (f. 1836).
- 14 de diciembre: Thomas Cochrane, político y aventurero naval británico (f. 1860).
- 16 de diciembre: Jane Austen, escritora británica (f. 1817).
- 16 de diciembre: François-Adrien Boïeldieu, compositor francés (f. 1834).
- Desconocido: Jean Joseph Emeric, doctor francés.
- Cerca de 1775, José Miguel Neira, bandolero chileno (f. 1817)

## Fallecimientos
- 9 de noviembre: Francisco Jiménez de Tejada, Gran maestre de la Orden de Malta.